# شبه‌جزیره هل
شبه‌جزیره هل (لهستانی: Mierzeja Helska, Półwysep Helski؛ کاشوبی: Hélskô Sztremlëzna؛ آلمانی: Halbinsel Hela) شبه‌جزیره‌ای به شکل سد ساحلی به طول ۳۵ کیلومتر در شمال لهستان است که خلیج پوتسک را از دریای بالتیک جدا می‌کند. این شبه‌جزیره در شهرستان پوتسک استان پومرانی این کشور قرار دارد.